# Ігунаваям
Ігунаваям — річка на північному сході півострова Камчатка.
Довжина річки — 30 км. Протікає по території  Олюторського району  Камчатського краю. Впадає в затоку  Анапка.

## Дані водного реєстру
За даними державного водного реєстру Росії відноситься до Анадиро-Колимського басейнового округу.
За даними геоінформаційної системи водогосподарського районування території РФ, підготовленої Федеральним агентством водних ресурсів:
- Код водного об'єкта в державному водному реєстрі — 19060000312120000008298
- Код за гідрологічною вивченістю (ГВ) — 120000829
- Код басейну — 19.07.00.002
- Номер тома з ГВ — 20
- Випуск за ГВ — 0